# Душан Полячик
Душан Полячик (Dušan Poliačik, 11 лютого 1955) — чехословацький важкоатлет.
Бронзовий призер Олімпійських Ігор 1980 року в категорії до 82,5 кг.
Бронзовий призер Чемпіонату світу 1979 (до 82,5 кг), 1980 (до 82,5 кг), 1981 (до 82,5 кг) років.
Бронзовий призер Чемпіонату Європи 1979 (до 82,5 кг), 1981 (до 82,5 кг) років.